# Pogrom van Istanbul
De Pogrom van Istanbul, ook wel bekend als de Rassenrellen van Istanbul en de Rassenrellen of Pogrom van Constantinopel (Grieks: Σεπτεμβριανά; Turks: 6-7 Eylül Olayları "de Gebeurtenissen van 6 en 7 september"), was een pogrom gericht tegen christenen en in het bijzonder tegen de Griekse minderheid in Istanbul op 6 en 7 september 1955 .

## Verloop
De rellen werden georkestreerd door een eenheid van de Turkse speciale anti-guerrilla eenheden. Maar ook de nationale veiligheidsdienst (MAH) en de Democratische Partij waren betrokken. Een menigte, grotendeels bestaande uit mensen die van tevoren in trucks naar de stad waren vervoerd, bestormden de Griekse gemeenschap in Istanbul. Tussen de 13 en 30 mensen zijn omgekomen. Zo'n 200 vrouwen zijn verkracht. De materiële schade was aanzienlijk, met schade aan 5317 gebouwen die vrijwel allemaal eigendom van Grieken waren. Hieronder waren 4214 woningen, 1004 bedrijven, 73 kerken, 2 kloosters, 1 synagoge en 26 scholen.

## Aanleiding
De directe aanleiding voor de pogrom was het nieuws dat het Turkse consulaat in Thessaloniki (Griekenland), gevestigd in het geboortehuis van Mustafa Kemal Atatürk, de dag ervoor was gebombardeerd. De bom was geplaatst door een Turkse portier, die later werd gearresteerd en de misdaad bekende. Het nieuws van deze arrestatie is echter niet bekendgemaakt door de Turkse pers, die in plaats daarvan suggereerde dat de bom was geplaatst door de Grieken.

## Emigratie
Bijna alle Turkse Grieken, Armeniërs en joden emigreerden in de nasleep van de pogrom uit Turkije, want zij realiseerden zich vanwege de pogrom dat ze nooit als gelijkwaardige Turkse burgers erkend zouden worden en in de toekomst opnieuw doelwit van aanvallen konden worden. In 1927 woonde een minderheid van zo'n 110.000 christelijk-orthodoxe Grieken in Turkije. Hun aantal daalde drastisch vanaf 1955. Aan het einde van de twintigste eeuw leefden nog slechts zo'n 2500 Grieken in Turkije.

## Erkenning
In 2009 erkende de Turkse premier Erdogan dat de Turken in het verleden fouten hebben begaan tegenover christelijke minderheden. Tayyip Erdogan zei: „De minderheden zijn in het verleden uit ons land verjaagd. Het was een gevolg van fascistisch beleid.” 